# قلعة زيد (حجة)

تعديل مصدري - تعديل

قلعة زيد هي إحدى قرى عزلة المعمري بمديرية حجة التابعة لمحافظة حجة، بلغ تعداد سكانها 177 نسمة حسب تعداد اليمن لعام 2004.